# Kazimierz Leon Sapieha
Il generale Kazimierz Leon Sapieha (28 maggio 1697 – 20 maggio 1738) è stato un nobile e generale polacco.

## Biografia
Era il figlio di Aleksander Paweł Sapieha, e di sua moglie, Marie Christine de Béthune, nipote della regina Maria Casimira Luisa de la Grange d'Arquien.

## Carriera
Nel 1725 ricevette il grado di generale dell'artiglieria lituana, nel 1729 fu eletto ambasciatore (deputato) alla Dieta e nel 1735 fu nominato governatore di Brest.

## Matrimonio
Nel 1727 sposò Karolina Teresa Radziwiłł (1707-1765), figlia del cancelliere Karol Stanisław Radziwiłł. Ebbero tre figli:
- Anna Paulina Sapieha (1728-1800), sposò Józef Aleksander Jabłonowski, non ebbero figli;
- Aleksander Michał Sapieha (1730-1793);
- Michał Ksawery Sapieha (1735-1766).